# Holcolaetis xerampelina
Holcolaetis xerampelina là một loài nhện trong họ Salticidae.
Loài này thuộc chi Holcolaetis. Holcolaetis xerampelina được Eugène Simon miêu tả năm 1886.